# Роздольне (Феодосійський район)
Роздо́льне (крим. Rozdolne) — село Феодосійського району Автономної Республіки Крим. Розташоване на північному заході району.
Відстань від райцентру до населеного пункта становить 55 кілометрів по прямій.
За даними сільради на 2009 рік, село займало площу 115,2 га на якій у 379 дворах проживало 1216 осіб.

## Релігія
2024 року почалося будівництво мечеті.

## Населення

### Мова
Розподіл населення за рідною мовою за даними перепису 2001 року:
| Мова                | Відсоток |
| ------------------- | -------- |
| російська           | 56,57 %  |
| кримськотатарська   | 32,55 %  |
| українська          | 10,07 %  |
| інші/не визначилися | 0,81 %   |

## Історія
Вперше в історичних документах Роздольне зустрічається у даних всесоюзного перепису населення 1939 року, згідно з яким у селі проживало 195 осіб.
Після насильницького виселення кримських татар 18 травні 1944 року, 12 серпня 1944 року було прийнято постанову № ГОКО-6372с «Про переселення колгоспників у райони Криму» й у вересні 1944 року у село приїхали перші новосели з Тамбовської області РРФСР.
За даними перепису 1989 року у селі проживало 1447 осіб, за переписом 2001 року — 1112 осіб.